# Celosia pyramidalis
Celosia pyramidalis är en amarantväxtart som beskrevs av Nicolaas Laurens Nicolaus Laurent Burman. Celosia pyramidalis ingår i släktet celosior, och familjen amarantväxter. Inga underarter finns listade i Catalogue of Life.